# Mu Arae e

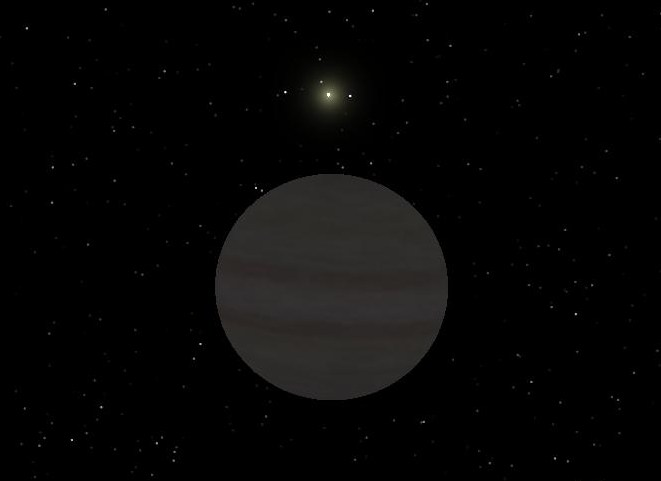
Representação artística de Mu Arae e.

Mu Arae e, também conhecido como HD 160691 e ou Sancho, é um dos quatro planetas extrassolares a orbitar a estrela Mu Arae.
A descoberta do planeta foi anunciada em 13 de junho de 2002. Mu Arae e é um planeta gigante gasoso com cerca de 1,8 vezes mais massa que Júpiter.O planeta orbita a uma distância de 5,235 UA, semelhante a Júpiter.